# André the Giant (phim)
André the Giant là một bộ phim được phát sóng trên TV vào năm 2018, kể về cuộc đời của đô vật chuyên nghiệp và diễn viên người Pháp André René Roussimoff (được biết đến nhiều hơn với tên André the Giant). Bộ phim còn nói tới việc André chống chọi lại căn bệnh suy tim sung huyết và những năm cuối đời. Phim còn phỏng vấn các đô vật chuyên nghiệp hoặc những người có liên quan tới André the Giant như Vince McMahon, Hulk Hogan, Pat Patterson, Tim White, Ric Flair, Dave Meltzer, Alnold Schwarzenegger, Billy Crystal cùng các thành viên gia đình thảo luận về cuộc đời của André.
Bộ phim được sản xuất bởi Janine Marmot và Bill Simmons, những người đã quan tâm đến việc tạo ra một phim tài liệu trước đây về André. Tài liệu dự kiến là tập trung trong "khoảng thời gian thơ ấu ở Pháp, sự nghiệp đáng tôn vinh ở WWE, và vị trí của ông trong ngành giải trí thế giới".